# Octomeria riograndensis
Octomeria riograndensis är en orkidéart som beskrevs av Rudolf Schlechter. Octomeria riograndensis ingår i släktet Octomeria och familjen orkidéer. Inga underarter finns listade i Catalogue of Life.